# プレストレストコンクリート橋
プレストレストコンクリート橋（プレストレストコンクリートきょう、PC橋）は、あらかじめ応力を加えたコンクリート材、すなわち、プレストレストコンクリート (PC、Prestressed Concrete) を使用した橋梁のことをいう。コンクリート橋の一種。

## 概要

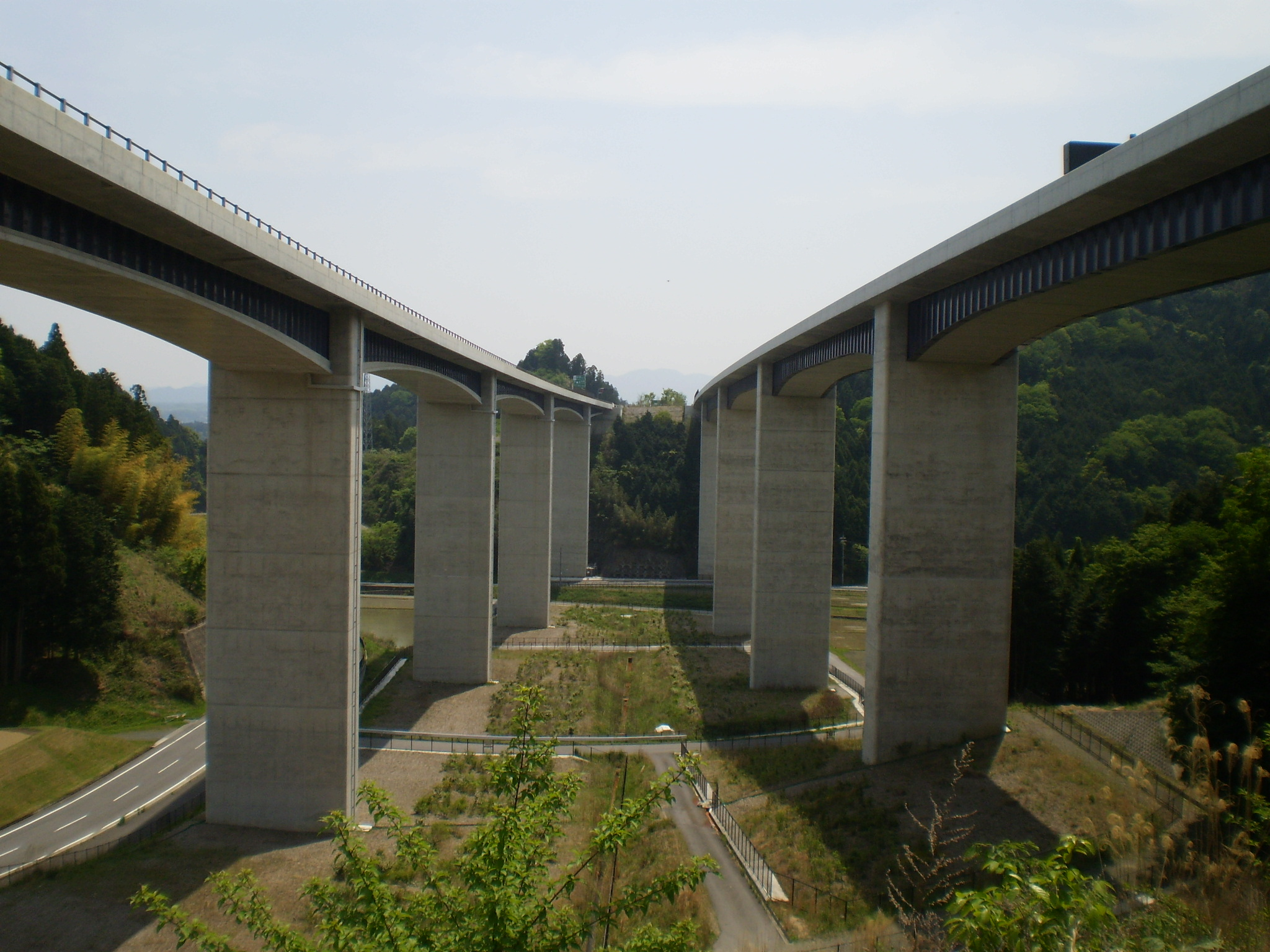
PC6径間連続ラーメン波形鋼板ウェブ箱桁橋
（新名神高速道路 杉谷川橋）

プレストレストコンクリート橋（PC橋）では、PC鋼材を使って、通常の鉄筋コンクリートに比べて強い荷重に抵抗できる。これによって鉄筋コンクリートよりも、長い支間長（スパン）を可能にするものである。
鉄筋コンクリート橋よりも、単位あたりの費用がかかる。PC橋でも鉄筋コンクリート橋（RC橋）と、ほぼ同等の鉄筋が必要であり、鉄筋コンクリートにPC鋼材が加えられていると言える。
また鉄筋コンクリートに比べ、高強度のコンクリートが使用される。
PCによって建設された橋梁をPC橋と呼び、国内の新設コンクリート橋のほとんどがこのタイプによる。
もともと特殊コンクリート的な扱いであったが、現在ではごく一般的になっている。
ただし、製作メーカーは限られる。社団法人プレストレスト・コンクリート建設業協会を参考のこと。
なお鉄筋コンクリートのことはRCと呼ばれ、鉄筋コンクリートのみの橋梁はRC橋（鉄筋コンクリート橋）と言う。
またRC橋を、少数のPC鋼材で補強した橋梁をPRC橋と呼ぶ。

## 製作手法
プレテンション方式
コンクリート打設前にPC鋼材を緊張する方法。「プレテン」と呼ばれる。
橋梁メーカーの工場内で一貫制作した桁をポールトレーラ等を使って現地に搬入し、クレーン等を使って架設することが多い。
桁の搬入ルートさえ確保できれば一定の品質が確保できることから、短径間の橋梁での採用事例が多い。
プレテンション方式の中空ホロー桁とT桁の桁材は日本工業規格 (JIS) の「プレキャストプレストレストコンクリート製品」(JIS A 5373) による規格品が流通している。
ポストテンション方式
コンクリート打設後にPC鋼材を緊張する方法。「ポステン」と呼ばれる。
一般的には桁の制作（配筋・型枠組み立て・打設）を現地で行い、架設前に緊張を与えて架設することが多い。
近年では、工場で製作したセグメントを現地で連結させ、現地でPC鋼材により緊張を与える工法もある（ばらばらの部材=コンポーネントを組み合わせて緊張を与える工法のため「PCコンポ橋」と呼ばれる）。このセグメントにも JIS A 5373 による規格品が存在する。

## 一般的なPC橋構造
I桁
桁断面がI形状をしているので、このように呼ばれる。最近はほとんど使われない。
T桁
桁断面がT形状をしているので、このように呼ばれる。
ホロー桁
プレテンとポステンの両方にあるが、区別するためにポステンでは中空床版と呼ばれることが多い。プレテンホローの断面は四角く、中心部に発泡スチロールを入れて軽量化している。
中空床版桁
一般的にはポステンホロー桁を意味する。梁を持たず床版形式の橋梁、軽量化の為にドラム缶のような中空材を埋設する。現在、中規模橋梁ではもっとも一般的で経済的とされている。
箱桁
中空材を用いず、橋梁内に空洞を作って軽量化している。そのため、断面は箱のような形をしている。大規模橋梁に採用される事が多く、橋梁規模によっては高さ10 mを越える巨大空洞となる場合もある。

## 架設方法
プレキャスト方式
工場もしくは、架設場所以外でコンクリート桁を製作。運搬して架設する。プレテン、ポステンのどちらのタイプもあるが、プレテンの場合、道路事情により25 m程度が運搬の限界である。架設にはクレーンもしくはエレクションガーダーを使用する。ほとんどがプレテンT桁、ホロー桁、ポステンT桁であるが、まれに箱桁においても施工例がある。この場合、パイナップルの輪切りのようにされた箱桁部材を架設場所において接合する。
支保工方式
架設場所に、仮の足場を製作してその上でコンクリート桁を製作する。ポストテンションにておこなう。中空床版桁（ポステンホロー桁と呼ばれる）。箱桁（ポステンボックス桁）が一般的。
張り出し架設方式
橋脚から左右にブロック方式で橋梁を伸ばしつつ架設する。大規模な橋梁で採用されるのが一般的である。地上の状況に影響されずに建設ができる画期的な工法。構造形式は箱桁である。

## 特殊な構造
PCラーメン橋
橋脚と橋体がコンクリートによって一体化している。支承が無いためにコスト削減が可能である。張り出し架設方式で建設することが多い。
PCアーチ橋
近年、巨大なコンクリートアーチ橋を建設されるケースが、しばしば見られるようになった。建設費用は高くなるが、景観が良好である。
PC斜張橋
PC構造による斜張橋（しゃちょうきょう）。塔部分からケーブルが斜めに張られるためにこのように呼ぶ。モニュメント的に製作されることが多い。架設は支保工方式もしくは張り出し架設方式によっておこなう。200 m - 400 m程度の大規模な支間に適している。日本で最長のものは矢部川大橋（中央支間261m）。
外ケーブル方式（英語：External Cable）
通常コンクリート内部に埋設するPC鋼材がコンクリート外に出ているものを外ケーブルと言う。コンクリートの突起部を作り定着する。箱桁において採用される。箱桁内部からさらにケーブルが外部に露出したものをエクストラドーズドと呼ぶ。
エクストラドーズド橋
外ケーブルを主桁の外にまで出した構造。主塔を用いることから外観は斜張橋に似ているが、挙動は桁橋に近い。斜張橋に比べ大幅にコストが低く、支間100 m - 200 mの橋梁に採用事例が増えている。日本で最長のPCエクストラドーズド橋は徳之山八徳橋（支間長220m）。
波形鋼板ウェブ橋
近年、高速道路で採用事例の多い方式で、複合構造の一種である。主として箱桁断面のウェブ部材（腹板）を波形加工をした鋼板に置き換えたものである。同種のPC橋より、上部工重量を30%程度軽減できる。